# مقاطعة غاليسيا

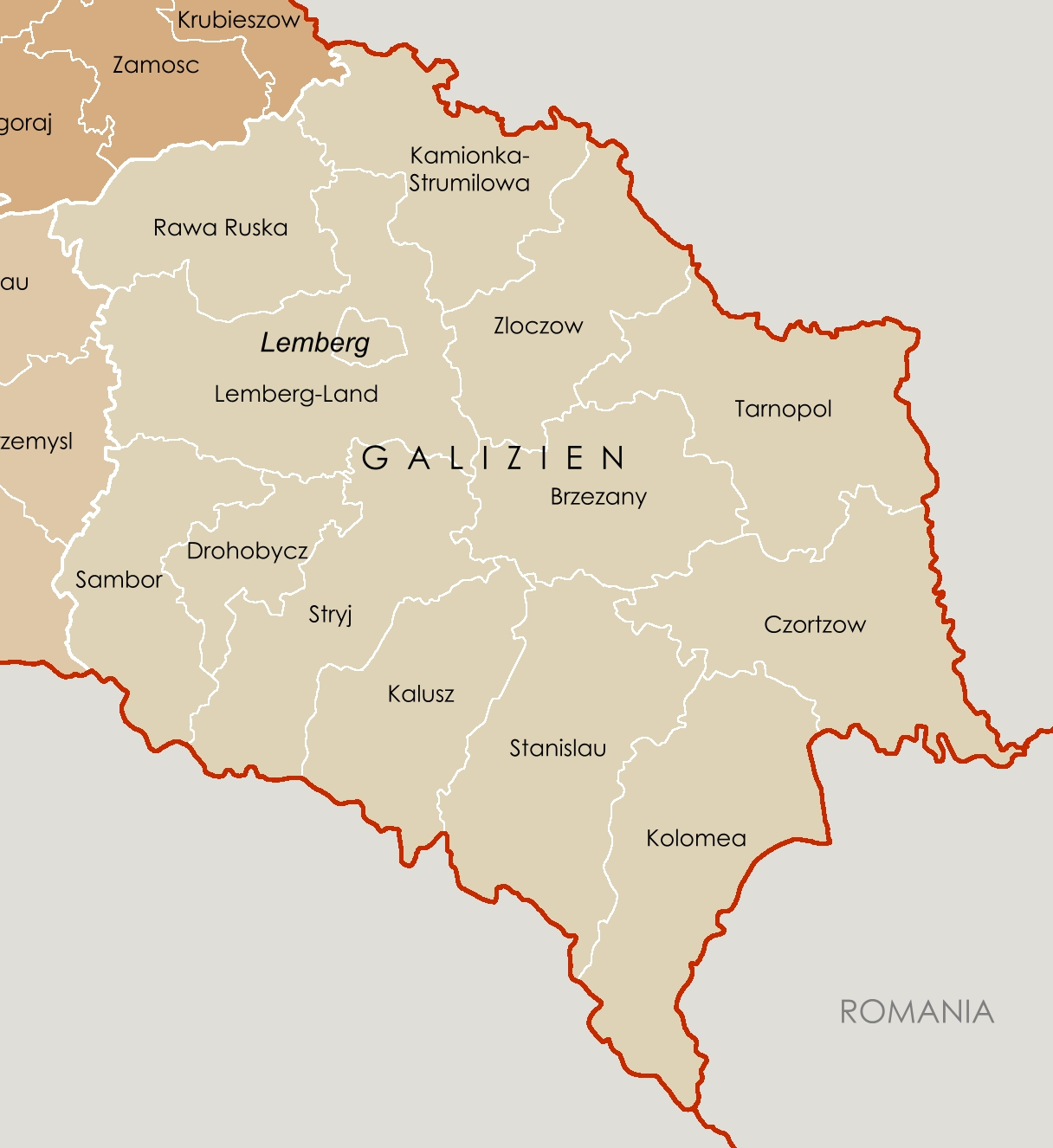
التقسيم الإداري للمنطقة

مقاطعة غاليسيا (بالألمانية: Distrikt Galizien)‏ ، (بالبولندية: Dystrykt Galicja)‏، (بالأوكرانية: Дистрикт Галичина)‏ الوحدة الإدارية للحكومة العامة التي أنشأتها ألمانيا النازية في 1 أغسطس 1941 بعد بدء تنفيذ عملية بارباروسا. في البداية، أثناء غزو بولندا من قبل ألمانيا والاتحاد السوفيتي، سقطت الأرض مؤقتًا تحت الاحتلال السوفيتي في عام 1939 كجزء من أوكرانيا السوفيتية.
ثم شكل أدولف هتلر (الوثيقة رقم 1997-PS المؤرخة 17 يوليو 1941) عاصمة في Lemberg ( لفيف )، مقاطعة Galizien كانت موجودة من 1941 حتى 1944. لم يعد لها وجود بعد الهجوم السوفياتي المضاد.  

## التاريخ
تتألف مقاطعة غاليسيا أساسًا من فويفود قبل الحرب في الجمهورية البولندية الثانية، والتي أصبحت اليوم جزءًا من غرب أوكرانيا . استولت ألمانيا النازية على الأراضي في عام 1941 بعد الهجوم على الاتحاد السوفياتي ودمجت في الحكومة العامة، التي يحكمها غوليتر هانز فرانك منذ غزو عام 1939. استولى الاتحاد السوفيتي على المنطقة مرة أخرى في عام 1944.

## حكام منطقة جاليزين (الاحتلال الألماني)
|  | {{{officeholder}}} |
|  | {{{officeholder}}} |